# معارة أتارب
معارة أتارب  قرية سوريّة تتبع إداريّاً لمحافظة حلب منطقة الأتارب ناحية مركز الأتارب، بلغ تعداد سكانها 5,796 نسمة حسب التعداد السكاني لعام 2004.